# Francisco Pinto Balsemão
Francisco José Pereira Pinto Balsemão, né le 1er septembre 1937 à Lisbonne, est un entrepreneur et homme politique du Portugal.

## Biographie
Pinto Balsemão est un descendant du roi Pierre IV de Portugal, à travers son fils légitimé Rodrigo Delfim Pereira.
Licencié en droit de l'université de Lisbonne, il participe à la fondation du Parti social-démocrate (dont il est le militant no 1) avec Francisco Sá Carneiro et Joaquim Magalhães Mota.
Journaliste de profession, il est ensuite député à l'Assembleia da Republica puis vice-Premier ministre dans le gouvernement de Sá Carneiro, en 1980. Après le décès de ce dernier la même année, Pinto Balsemão est nommé par le président Eanes pour le remplacer au poste de Premier ministre.
Entré en fonctions en janvier 1981, il forme son premier gouvernement, puis son second en septembre suivant. Démissionnaire en décembre 1982 à la suite des mauvais résultats du PSD aux élections locales, il est battu par les socialistes le 25 avril 1983.
Il quitte alors la vie politique et se tourne vers le secteur privé, et tout particulièrement celui des médias, étant le fondateur du journal hebdomadaire L'Expresso. Il est ensuite PDG de la holding de presse Impresa SGPS, SA.
Il est marié avec Mercedes "Tita" Aliú avec laquelle il a deux enfants.
Il est membre du comité de direction du groupe bilderberg.

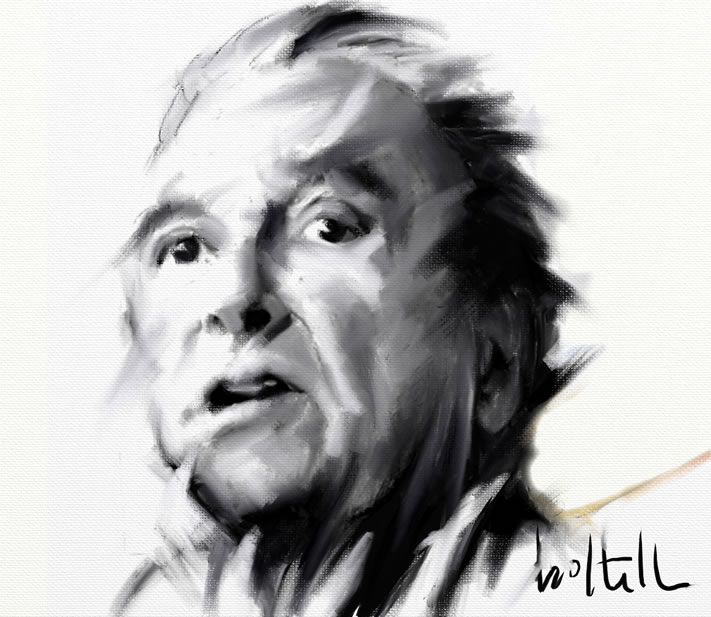
Portrait.

## Distinctions
- Grand officier de l'ordre du Mérite du Portugal